# Demi-Quartier
Demi-Quartier är en kommun i departementet Haute-Savoie i regionen Auvergne-Rhône-Alpes i sydöstra Frankrike. Kommunen ligger i kantonen Sallanches som tillhör arrondissementet Bonneville. År 2022 hade Demi-Quartier 803 invånare.

## Befolkningsutveckling
Antalet invånare i kommunen Demi-Quartier
| Referens: INSEE |